# Математический институт Обервольфаха
Математический институт Обервольфаха (нем. Mathematisches Forschungsinstitut Oberwolfach) — институт в Обервольфахе, основанный Вильгельмом Зюссом в 1944 году.
Институт организует еженедельные конференции по различным темам, куда приезжают математики со всего мира.
Также организуются летние школы и создаются условия для совместной работы нескольких математиков.
Институт также известен благодаря огромной коллекции фотографий известных математиков.

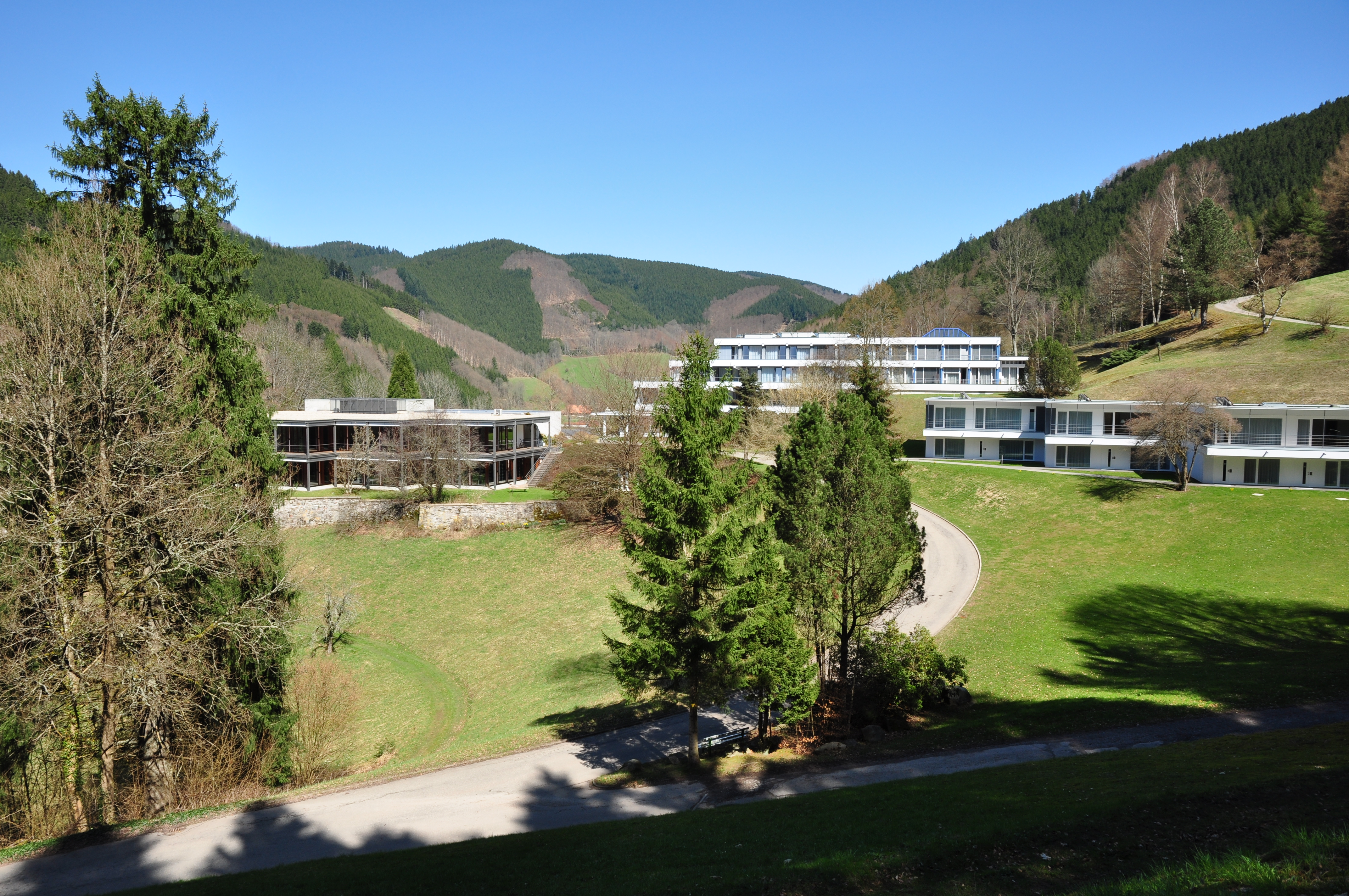
Все здания института
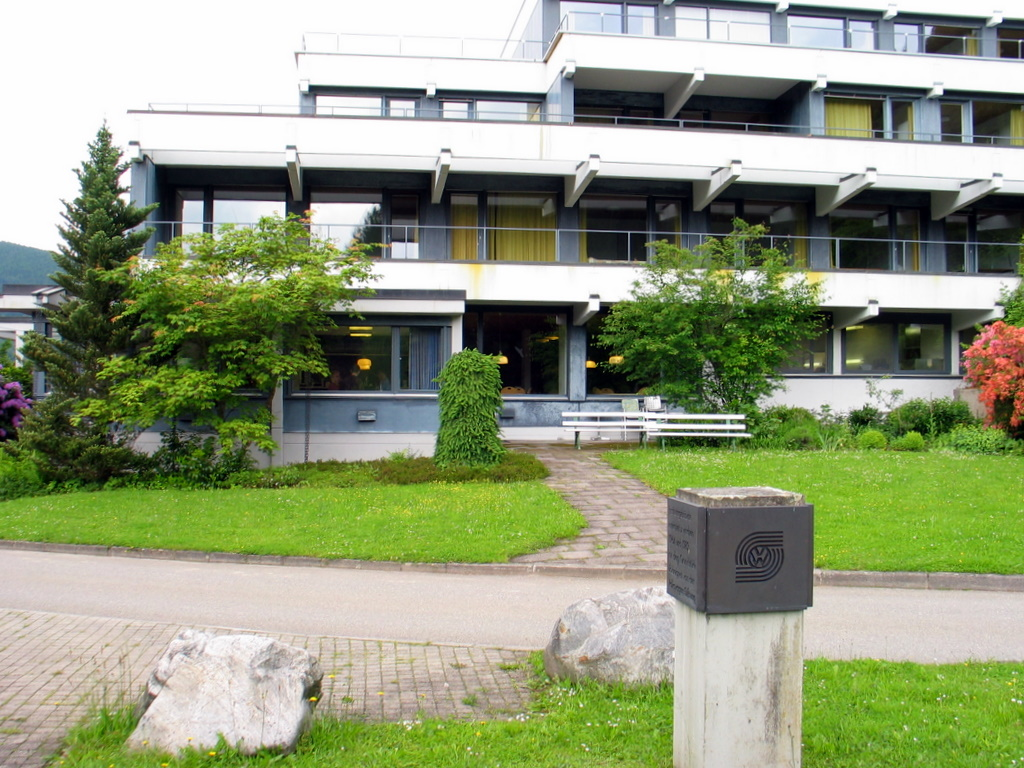
Вход в институт математики
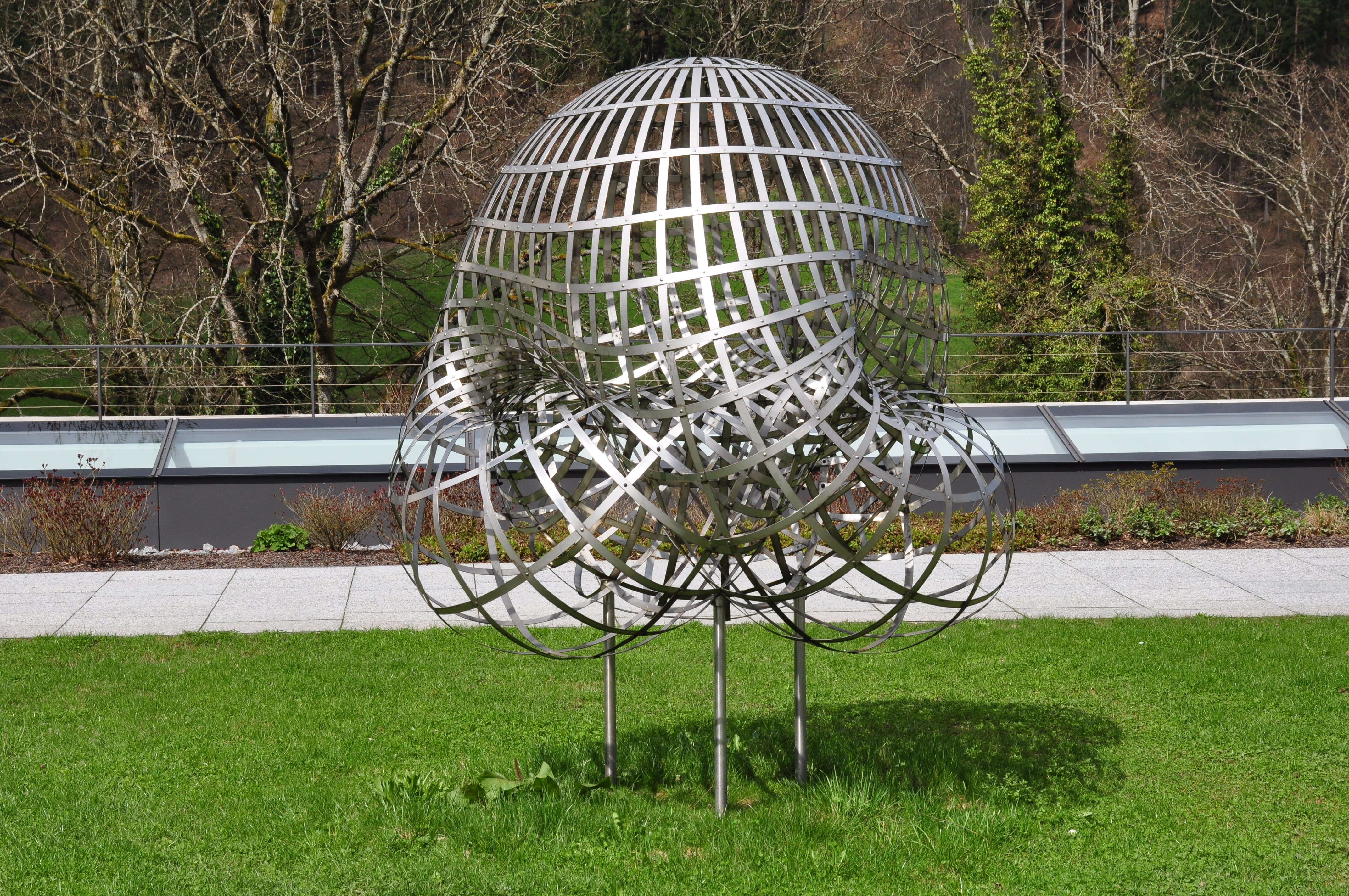
Модель поверхности Боя при входе

## Финансирование
Институт является членом Ассоциации Лейбница.
Проект в основном финансируется немецким Федеральным Министерством образования и научных исследований,
и землёй Баден-Вюртемберг.
Он также получает ощутимое финансирование из фонда «Друзья Обервольфаха».